# Петербурзький трамвай

Схема трамвайних маршрутів
станом на травень 2022

Петербурзький трамвай — діюча трамвайна мережа у місті Санкт-Петербург, Росія. Одна з найдовших трамвайних систем у світі.

## Історія

### 1860-1941
У 1854 році була введена в дію перша ліня вантажної конки завдовжки 4,3 км, друга лінія, завдовжки 3 км, була введена в дію у 1860 році.
27 серпня 1863 була введена в дію пасажирська лінія, що була побудована компанією 1re Compagnie des tramways á Petersbourg. — Невська — Лінія прямувала від Адміралтейської площі Невським проспектом до Миколаївського вокзалу (Московський вокзал), з шириною колії 1524 мм.
З 1874 року розпочався інтенсивний розвиток конки, а у 1877 році довжина колій склала 90 км, 1899 рік — 131 км, 2407 коней, 433 вагонів і шість потягів. У 1878 році було введено лінію від Миколаївського (нині Московського вокзалу) до села Мушинка (наразі у складі Санкт-Петербурга). У 1881 році було введено в дію першу лінію парового трамвая на Лісовій лінії (Військово-Медична академія — Круглий пруд).
Перша демонстрація в електричних трамваїв в Санкт-Петербурзі відбулася 22 серпня 1880. Проте далі демонстрації справа не пішла. Узимку 1894 електричні трамваї повернулися в Санкт-Петербург, у вигляді льодового трамвая Санкт-Петербурга, що тільки працював у зимовий період.
29 вересня 1907 року було відкрито регулярний рух електричного трамвая вулицями Санкт-Петербурга. 
Перша лінія пройшла від Головного штабу до 8-ї лінії Васильєвського острова, до 1914 трамвай ходив уже майже за всіма основними вулицями міста. З початком Першої світової війни розвиток трамвайної мережі дещо сповільнилося, але на початок 1917 р. в Петрограді ходило 29 трамвайних, 9 кінних маршрутів і 1 маршрут паровика, було 23 ліній, довжина маршрутів склала 200 км. Під час Першої світової війни через брак палива для автомобільного транспорту трамвайна мережа використовується в тому числі як і вантажна. У 1917 році, остаточно припинило дію конка через нестачу фуражу. 
У 1918—1921 рр. розвиток Петроградської трамвайної мережі припинився через громадянську війну, але вже у 1921 р. розвиток трамвайної угоди було продовжено. У 1922 році було електрифіковано останню лінію (переведено з парової тяги на електричну). За часів інтербелуму  було побудовано декілька ліній, три трамвайні парки і декілька підстанцій. Тим не менш, з 1936 року, розвиток ленінградського трамвая було практично зупинено через впровадження тролейбуса. До 1941 р. довжина трамвайної мережі досягла 700 км, 42 трамвайних ліній, експлуатувалось 1835 вагонів, працювало 22 000 працівників.

### 1941–1945
У роки війни, незважаючи на бойові дії і блокаду, робота ленінградського трамвая тривала. Рух призупинявся один раз на період 15 грудня 1941 р. — 15 квітня 1942 р. через припинення подачі електроенергії. Вантажний рух було відновлено 8 березня, була дана напруга на центральні підстанції і вже 15 березня 1942 р. на лінії вийшли пасажирські потяги. Кількість маршрутів, проте, помітно скоротилася. Під час Другої світової війни було зруйновано 500 км колії і три депо: Котлякова (№ 9), Кіровське (№ 8) і Леонова (№ 2).

### Повоєнний час
У повоєнні роки велася оптимізація трамвайної мережі: з низки центральних вулиць трамвай був перенесений на другорядні, а десь було замінено тролейбусом. Починаючи з 1965, через зростання міста, почалося будівництво ліній в нові райони. Перші нові лінії з'явилися на Піскаревці, трохи пізніше була побудована лінія в Соснову Поляну. Потім лінії з'явилися в Купчино, Гражданка, Шувиалово-Озерки, Ржевка-Пороховые, Весёлый Посёлок на Південному Заході в Приморському районі і на острові Декабристів. До кінця 1980-х років трамвайна мережа складалася з 600 км колій і 67 маршрутів.

### Сучасність
На 1997 рік довжина колії склало 600 км курсувало 1732 вагонів, існувало 67 трамвайних ліній. З того ж року почалася поступова ліквідація трамвайних ліній, в основному в старих районах міста, так і у квітні скасували трамвайний маршрут на вулиці Адміралтейській. І тільки після 2007 року, була призупинена ліквідація трамвайної мережі.

## Депо
На вересень 2009 р. існували наступні трамвайні парки:
- Трамвайний парк № 1
- Трамвайний парк № 3
- Ланський трамвайний парк № 5
- Трамвайний парк № 7
- Трамвайний парк № 8
- Суміщений трамвайно-тролейбусний парк (трамвайний парк № 10)

## Лінії на початок 2010-х
- 1: Детская ул. — ул. Кораблестроителей
- 3: пл. Репина — Сенная пл.
- 6: Детская ул. — пл. Ленина
- 7: пр. Солидарности — Малая Охта
- 8: ст. м. «Ладожская» — Хасанская ул.
- 9: Станция «Ручьи» — ст. м. «Удельная»
- 10: ст. м. «Ладожская» — Малая Охта
- 16: пл. Стачек — Карбюраторный завод
- 18: ул. Шаврова — ст. м. «Старая деревня»
- 19: Лахтинский Разлив — Платформа «11-й км.»
- 20: пр. Культуры — Станция «Кушелевка»
- 21: Приморский пр. — Придорожная аллея
- 23: пр. Солидарности — Боткинская ул.
- 24: ст. м. «Рыбацкое» — Невский завод
- 25: ст. м. «Купчино» — ул. Марата
- 27: ст. м. «Рыбацкое» — Река Оккервиль
- 29: Мясокомбинат — Трамвайный парк №1
- 30: Ржевка — Боткинская ул.
- 32: Тихорецкий пр. — ст. м. «Выборгская»
- 36: Стрельна — Оборонная ул.
- 38: пр. Мечникова — Станция «Кушелевка»
- 38: Трамвайный парк № 7 — ст. м. «Новочеркасская»
- 40: Тихорецкий пр. — Детская ул.
- 41: ЛЭМЗ — пл. Тургенева
- 43: ст. м. «Купчино» — Московские ворота
- 45: пр. Ю. Гагарина — ст. м. «Купчино»
- 47: Ул. Шаврова — Удельный парк
- 48: Лахтинский разлив — Станция «Кушелевка»
- 49: Малая Балканская ул. — ул. Марата
- 51: Суздальский пр. — пр. Мечникова
- 52: Завод «Северная Верфь» — Станция «Сосновая Поляна»
- 55: Придорожная аллея — ул. Шаврова
- 56: Завод «Северная верфь» — ул. Маршала Казакова
- 57: Тихорецкий пр. — пр. Луначарского
- 58: пр. Культуры — ст.м. «Удельная»
- 59: ст. м. «Ладожская» — ул. Коммуны
- 60: Завод «Северная Верфь» — ул. Пограничника Гарькавого
- 61: Суздальский пр. — Станция «Кушелевка»
- 62: Малая Балканская ул. — ст. м. «Купчино»
- 64: ст. м. «Ладожская» — Станция «Ржевка»
- 65: Река Оккервиль — Невский завод
- 100: Придорожная аллея — Станция «Ручьи»
- A: р.Оккервиль — ул.Коллонтай

## Рухомий склад
На листопад 2020:
| Модель          | Кількість |
| --------------- | --------- |
| ЛВС-86          | 308       |
| ЛМ-99           | 147       |
| ЛМ-2008         | 31        |
| 71-931 «Витязь» | 32        |
| ЛВС-2005        | 20        |
| ЛМ-68М2         | 23        |
| ЛВС-97          | 17        |
| 71-631          | 37        |
| ЛМ-68МЧ         | 14        |
| ЛМ-68М3         | 14        |
| Богатир         | 14        |
| 71-623          | 20        |
| 71-931 «Витязь» | 12        |
| 71-301          | 4         |
| 71-801          | 4         |
| АКСМ-843        | 2         |
| 71-407          | 1         |
| АКСМ-85300М     | 23        |